# Aphanopenthes
Aphanopenthes is een geslacht van kevers uit de familie  
kniptorren (Elateridae).
Het geslacht is voor het eerst wetenschappelijk beschreven in 1932 door Fleutiaux.

## Soorten
Het geslacht omvat de volgende soorten:
- Aphanopenthes acutipennis (Germar, 1844)
- Aphanopenthes cariei (Fleutiaux, 1902)
- Aphanopenthes vanus (Germar, 1844)